# Episodi di Outcast (seconda stagione)
La seconda stagione della serie televisiva Outcast, composta da dieci episodi, è stata trasmessa in prima visione assoluta nel Regno Unito da Fox dal 3 aprile al 5 giugno 2017.
In Italia, la stagione è andata in onda in prima visione satellitare su Fox, canale a pagamento della piattaforma Sky, dal 10 aprile al 12 giugno 2017.
| n° | Titolo originale           | Titolo italiano        | Prima TV UK    | Prima TV Italia |
| -- | -------------------------- | ---------------------- | -------------- | --------------- |
| 1  | Bad Penny                  | Indietro non si torna  | 3 aprile 2017  | 10 aprile 2017  |
| 2  | The Day After That         | Andrà tutto bene       | 10 aprile 2017 | 17 aprile 2017  |
| 3  | Not My Job to Judge        | Insieme                | 17 aprile 2017 | 24 aprile 2017  |
| 4  | The One I'd Be Waiting For | Nessuna redenzione     | 24 aprile 2017 | 1º maggio 2017  |
| 5  | The Common Good            | Giochi di potere       | 1º maggio 2017 | 8 maggio 2017   |
| 6  | Fireflies                  | Torna con me           | 8 maggio 2017  | 15 maggio 2017  |
| 7  | Alone When It Comes        | Via di qui             | 15 maggio 2017 | 22 maggio 2017  |
| 8  | Mercy                      | Un piccolo segreto     | 22 maggio 2017 | 29 maggio 2017  |
| 9  | This Is How It Starts      | L'oscurità si avvicina | 29 maggio 2017 | 5 giugno 2017   |
| 10 | To the Sea                 | Senti la luce          | 5 giugno 2017  | 12 giugno 2017  |